# USS Forster (DE-334)
USS Forster (DE-334) là một tàu hộ tống khu trục lớp Edsall từng phục vụ cùng Hải quân Hoa Kỳ trong Chiến tranh Thế giới thứ hai. Nó là chiếc tàu chiến duy nhất của Hải quân Hoa Kỳ được đặt cái tên này, theo tên hạ sĩ quan kỹ thuật Edward William Forster (1884-1942), người từng phục vụ cùng tàu tuần dương hạng nặng Vincennes (CA-44) và đã tử trận vào ngày 9 tháng 8, 1942 khi Vincennes bị đánh chìm trong Trận chiến đảo Savo.
Nó đã phục vụ cho đến khi chiến tranh kết thúc, xuất biên chế năm 1946, rồi được tạm thời chuyển cho Tuần duyên Hoa Kỳ để phục vụ như là chiếc USCGC Forster (WDE-434) từ năm 1951 đến năm 1954. Sau khi hoàn trả cho Hải quân, nó được xếp lại lớp như một tàu hộ tống khu trục cột mốc radar DER-334 và tiếp tục hoạt động; con tàu cũng từng tham gia các chiến dịch trong cuộc Chiến tranh Việt Nam. Forster được tặng thưởng một Ngôi sao Chiến trận do thành tích phục vụ trong Thế Chiến II, và thêm bảy Ngôi sao Chiến trận khác khi hoạt động tại Việt Nam.
Forster được chuyển giao cho Nam Việt Nam năm 1971, và hoạt động như là tàu khu trục Trần Khánh Dư (HQ-4) cho đến khi bị lực lượng Bắc Việt Nam chiếm giữ vào ngày 29 tháng 4, 1975. Nó được Hải quân nhân dân Việt Nam sử dụng như là chiếc Dai Ky (?) HQ-03 cho đến năm 1997. Số phận của con tàu hiện không rõ.

## Thiết kế và chế tạo
Lớp Edsall có thiết kế hầu như tương tự với lớp Cannon dẫn trước; khác biệt chủ yếu là ở hệ thống động lực Kiểu FMR do được trang bị động cơ diesel Fairbanks-Morse dẫn động qua hộp số giảm tốc đến trục chân vịt. Đây là cấu hình động cơ được áp dụng rộng rãi trên tàu ngầm, được chứng tỏ là có độ tin cậy cao hơn so với lớp Cannon.
Vũ khí trang bị bao gồm ba pháo 3 in (76 mm)/50 cal trên tháp pháo nòng đơn có thể đối hạm hoặc phòng không, một khẩu đội pháo phòng không Bofors 40 mm nòng đôi và tám pháo phòng không Oerlikon 20 mm. Vũ khí chống ngầm bao gồm một dàn súng cối chống tàu ngầm Hedgehog Mk. 10 (có 24 nòng và mang theo 144 quả đạn); hai đường ray Mk. 9 và tám máy phóng K3 Mk. 6 để thả mìn sâu. Con tàu vẫn giữ lại ba ống phóng ngư lôi Mark 15 21 inch (533 mm), và được trang bị radar SC dò tìm không trung và mặt biển. Thủy thủ đoàn đầy đủ bao gồm 186 sĩ quan và thủy thủ.
Forster được đặt lườn tại xưởng tàu của hãng Consolidated Steel Corporation ở Orange, Texas vào ngày 31 tháng 8, 1943. Nó được hạ thủy vào ngày 13 tháng 11, 1943, được đỡ đầu bởi bà Edward W. Forster, vợ góa hạ sĩ quan Forster, và nhập biên chế cùng Hải quân Hoa Kỳ vào ngày 25 tháng 1, 1944 dưới quyền chỉ huy của Hạm trưởng, Thiếu tá Hải quân Irving Edward Davis.

## Lịch sử hoạt động

### USSFoster(DE-334)
Forster đã phục vụ trong vai trò hộ tống vận tải tại Đại Tây Dương và Địa Trung Hải trong Thế Chiến II. Sau khi chiến tranh chấm dứt, con tàu được cho xuất biên chế tại Green Cove Springs, Florida, vào ngày 15 tháng 6, 1946, được đưa về Hạm đội Dự bị Đại Tây Dương.

### USCGCFoster(WDE-434)
Trong giai đoạn Chiến tranh Triều Tiên, từ ngày 20 tháng 6, 1951 đến ngày 25 tháng 5, 1954, Forster được tạm thời chuyển cho lực lượng Tuần duyên Hoa Kỳ để hoạt động như là tàu cutter tuần tra USCGC Foster (WDE-434). Đặt cảng nhà tại Honolulu, nó phục vụ tuần tra đại dương trên các tuyến hàng hải hướng sang Nhật Bản. Trong giai đoạn này nó từng làm nhiệm vụ tìm kiếm và cứu hộ hay trợ giúp cho các con tàu: M/V Katori Maru vào ngày 17 tháng 8, 1952, M/V Chuk Maru vào ngày 29 tháng 8, 1953, M/V Tongshui từ ngày 1 đến ngày 3 tháng 10, 1953, và M/V Steel Fabricator vào ngày 26 tháng 10, 1953.

### USSFoster(DER-334)
Sau khi hoàn trả cho Hải quân, Foster được cải biến thành một tàu hộ tống khu trục cột mốc radar. Con tàu được đại tu và hiện đại hóa tại xưởng tàu Long Beach California, được xếp lại lớp và mang ký hiệu lườn mới DER-334 vào ngày 21 tháng 10, 1955, rồi được tái biên chế trở lại tại Long Beach, California vào ngày 23 tháng 10, 1956 dưới quyền chỉ huy của Hạm trưởng, Thiếu tá Hải quân Glenn Harold Brown Jr.
Forster đã phục vụ trong Đường cảnh báo sớm từ xa - (DEW: Distant Early Warning) Line - nhằm cảnh báo sớm khả năng bị máy bay ném bom chiến lược hay tên lửa đạn đạo đối phương tấn công. Nó được bố trí tại khu vực Bắc Thái Bình Dương, khoảng 200 mi (320 km) ngoài khơi bờ biển Seattle, Washington, theo một lịch trình tuần tra dọc theo hướng Bắc-Nam trong hai tuần xen kẻ với hai tuần quay về cảng để bảo trì và tiếp liệu. Sang đầu thập niên 1960, nó được điều động đến Trân Châu Cảng cho nhiệm vụ tương tự, đồng thời cũng được phái sang Việt Nam để tham gia Chiến dịch Market Time, một hoạt động tuần tra nhằm ngăn chặn và tiêu diệt tàu thuyền của phía Bắc Việt Nam vận chuyển vũ khí và đạn dược xâm nhập vào Nam Việt Nam.
Vào tháng 2, 1966, Forster hộ tống cho chín tàu cutter thuộc Đội 13, Hải đội Tuần duyên 1 của Tuần duyên Hoa Kỳ đi từ Căn cứ Hải quân vịnh Subic, Philippines đi sang Vũng Tàu, Nam Việt Nam. Vào giai đoạn 1968-1969, con tàu làm nhiệm vụ bắn hải pháo hỗ trợ cho hoạt động của lực lượng trên bộ, xen kẻ với những chuyến tuần tra tại eo biển Đài Loan. Con tàu được điều động về khu vực Đại Tây Dương vào cuối năm 1969.

### Trần Khánh Dư(HQ-4)
Con tàu được chuyển giao cho Việt Nam Cộng hòa vào ngày 25 tháng 9, 1971, được Hải quân Nam Việt Nam xếp lại lớp như một khu trục hạm và hoạt động như là chiếc Trần Khánh Dư (HQ-04). Nó là một trong số hai khu trục hạm duy nhất của Hải quân Nam Việt Nam, chiếc còn lại là Trần Hưng Đạo (HQ-01), nguyên cũng là tàu hộ tống khu trục USS Camp (DE-251) chị em cùng lớp với Forster. Vào tháng 1, 1974, cùng với các chiến hạm Lý Thường Kiệt (HQ-16), Nhật Tảo (HQ-10) và Trần Bình Trọng (HQ-5), Trần Khánh Dư đã tham gia vào trận Hải chiến Hoàng Sa 1974.
Khi chính quyền Nam Việt Nam sụp đổ vào ngày 30 tháng 4, 1975, Trần Khánh Dư đang được đại tu trong Hải quân Công xưởng nên không thể vận hành, và do đó không thể cùng các tàu chiến khác của Nam Việt Nam tháo chạy sang Philippines.

### HQ-03
Con tàu được Hải quân nhân dân Việt Nam tiếp quản như là chiếc HQ-03, nhưng bị bỏ không trong một thời gian dài trước khi có thể phục hồi. Nguồn của Navsource.org cho rằng con tàu được đổi tên thành Dai Ky (?) (HQ-03), nhưng không có bất kỳ nguồn thông tin trong nước nào xác nhận điều này; có thể thấy trong suốt giai đoạn cuối thế kỷ 20 tàu chiến của HQND Việt Nam không được đặt tên mà chỉ có số hiệu. Vào năm 1979 con tàu đã có thể hoạt động trở lại, nên đã tham gia vào chiến dịch giải phóng cảng Sihanoukville trong khuôn khổ cuộc Chiến tranh biên giới Việt Nam-Campuchia.
Tính đến  năm 1997, HQ-03 được cho là vẫn hoạt động như một tàu huấn luyện. Số phận của con tàu đã bị phá dỡ.

## Phần thưởng
Forster được tặng thưởng một Ngôi sao Chiến trận do thành tích phục vụ trong Thế Chiến II, và thêm bảy Ngôi sao Chiến trận khác khi hoạt động trong cuộc Chiến tranh Việt Nam.
|                                                       |             |                                         |
|                                                       | Bronze star |                                         |
|                                                       | Bronze star |                                         |
|                                                       |             | Silver star · Bronze star · Bronze star |
| Bronze star · Bronze star · Bronze star · Bronze star |             |                                         |

| Dãi băng Hoạt động Tác chiến (truy tặng)                                    | Dãi băng Hoạt động Tác chiến (truy tặng)                                     | Huân chương Chiến dịch Hoa Kỳ                                                | Huân chương Chiến dịch Hoa Kỳ                          |
| Huân chương Chiến dịch Châu Á-Thái Bình Dương                               | Huân chương Chiến dịch Châu Âu-Châu Phi-Trung Đông với 1 Ngôi sao Chiến trận | Huân chương Chiến dịch Châu Âu-Châu Phi-Trung Đông với 1 Ngôi sao Chiến trận | Huân chương Chiến thắng Thế Chiến II                   |
| Huân chương Phục vụ Chiếm đóng Hải quân                                     | Huân chương Phục vụ Phòng vệ Quốc gia với 1 Ngôi sao Chiến trận              | Huân chương Phục vụ Phòng vệ Quốc gia với 1 Ngôi sao Chiến trận              | Huân chương Phục vụ Triều Tiên (phục vụ Tuần duyên)    |
| Huân chương Phục vụ Nam Cực                                                 | Huân chương Viễn chinh Lực lượng Vũ trang                                    | Huân chương Viễn chinh Lực lượng Vũ trang                                    | Huân chương Phục vụ Việt Nam với 7 Ngôi sao Chiến trận |
| Huân chương Anh Dũng Bội Tinh (Việt Nam Cộng Hòa) với 4 Ngôi sao Chiến trận | Huân chương Liên Hiệp Quốc Phục vụ Triều Tiên (phục vụ Tuần duyên)           | Huân chương Liên Hiệp Quốc Phục vụ Triều Tiên (phục vụ Tuần duyên)           | Huân chương Chiến dịch Bội Tinh (Việt Nam Cộng Hòa)    |